# Contea di East Pilbara
La contea di East Pilbara è una delle quattro Local Government Areas che si trovano nella regione di Pilbara, in Australia Occidentale. Essa si estende su di una superficie di circa 371.696 chilometri quadrati ed ha una popolazione di 10.500 abitanti.